# Stephen Lang
Stephen Lang (Nueva York, Estados Unidos, 11 de julio de 1952) es un actor estadounidense. Obtuvo una nominación para los Premios Tony por la obra The Speed of Darkness en 1991, como parte de una destacada participación en los teatros de Broadway. También en la televisión Lang ha colaborado en numerosas producciones encarnando personajes como Babe Ruth y George Washington; y diversos roles en series tales como Crime Story, Law & Order, Salem e Into the Badlands. En el cine, sus apariciones comprenden Manhunter, Tombstone, D-Tox, Enemigos públicos, Avatar y No respires.

## Filmografía

### Productor
| Año  | Título                                | Notas | Productor |
| ---- | ------------------------------------- | ----- | --------- |
| 2021 | Don't Breathe 2 (No respires 2 [Esp]) |       | Ejecutivo |

### Cine
| Año  | Título                                                                            | Personaje                                  | Notas            |
| ---- | --------------------------------------------------------------------------------- | ------------------------------------------ | ---------------- |
| 1985 | Twice in a Lifetime (Dos veces en la vida [Esp])                                  | Keith                                      |                  |
| 1986 | Band of the Hand (La banda de la mano [Esp])                                      | Joe Tegra                                  |                  |
| 1986 | Manhunter                                                                         | Freddy Lounds                              |                  |
| 1987 | Project X                                                                         | Watts                                      |                  |
| 1989 | Last Exit to Brooklyn (Última salida, Brooklyn [Esp])                             | Harry Black                                |                  |
| 1991 | The Hard Way                                                                      | The Party Crasher                          |                  |
| 1991 | Another You                                                                       | Dibbs                                      |                  |
| 1993 | Guilty as Sin                                                                     | Phil Garson                                |                  |
| 1993 | Gettysburg                                                                        | Mayor General George E. Pickett            |                  |
| 1993 | The Making of Gettysburg                                                          | Él mismo / Mayor Gen. George E. Pickett    | Vídeo documental |
| 1993 | Tombstone                                                                         | Ike Clanton                                |                  |
| 1995 | Tall Tale                                                                         | Jonas Hackett                              |                  |
| 1995 | The Amazing Panda Adventure (El pequeño panda [Esp])                              | Dr. Michael Tyler                          |                  |
| 1996 | Loose Women                                                                       | Profeta Buddy                              |                  |
| 1996 | Gang in Blue                                                                      | Moose Tavola                               |                  |
| 1996 | An Occasional Hell (Acosado por su pasado [Esp])                                  | Alex Laughton                              |                  |
| 1997 | Shadow Conspiracy                                                                 | El Agente                                  |                  |
| 1997 | Niagara, Niagara (Niágara, Niágara [Esp])                                         | Claude                                     |                  |
| 1997 | Fire Down Below                                                                   | Earl Kellogg                               |                  |
| 1998 | Escape: Human Cargo                                                               | Aramco Contractor                          |                  |
| 1999 | The Story of a Bad Boy                                                            | Spygo                                      |                  |
| 2000 | Trixie                                                                            | Jacob Slotnick                             |                  |
| 2001 | La proposición                                                                    | Simon Bacig                                |                  |
| 2002 | D-Tox (D-Tox: Ojo asesino [Esp])                                                  | Jack Bennett                               |                  |
| 2002 | The Making of Tombstone                                                           | Él mismo / Ike Clanton                     |                  |
| 2003 | The I Inside                                                                      | Sr. Travitt                                |                  |
| 2003 | Code 11-14                                                                        | Justin Shaw                                |                  |
| 2003 | Gods and Generals (Dioses y generales [Esp])                                      | Gen. Thomas "Stonewall" Jackson            |                  |
| 2003 | Gods and Generals: Journey to the Past                                            | Él mismo / Gen. Thomas "Stonewall" Jackson |                  |
| 2006 | The Treatment                                                                     | Entrenador Galgano                         |                  |
| 2006 | We Fight to Be Free                                                               | James Craik                                |                  |
| 2007 | Save Me                                                                           | Ted                                        |                  |
| 2008 | From Mexico with Love                                                             | Big Al Stevens                             |                  |
| 2009 | Public Enemies (Enemigos públicos [Esp])                                          | Charles Winstead                           |                  |
| 2009 | The Men Who Stare at Goats (Los hombres que miraban fijamente a las cabras [Esp]) | General Hopgood                            |                  |
| 2009 | Avatar                                                                            | Coronel Miles Quaritch                     |                  |
| 2010 | Christina                                                                         | Inspector Edgar Reinhardt                  |                  |
| 2010 | False Creek Stories                                                               | Narrador                                   |                  |
| 2010 | White Irish Drinkers                                                              | Patrick Leary                              |                  |
| 2011 | Conan the Barbarian (Conan el Bárbaro [Esp])                                      | Khalar Zym                                 |                  |
| 2011 | Someday This Pain Will Be Useful to You                                           | Barry Rogers                               |                  |
| 2013 | Officer Down                                                                      | Teniente Jake LaRussa                      |                  |
| 2013 | Pawn                                                                              | Charlie                                    |                  |
| 2013 | The Gettysburg Story                                                              | Él mismo / Narrador                        | Documental       |
| 2013 | Pioneer                                                                           | John Ferris                                |                  |
| 2013 | The Monkey's Paw                                                                  | Tony Cobb                                  |                  |
| 2013 | The Girl on the Train                                                             | Det. Lloyd Martin                          |                  |
| 2014 | The Nut Job                                                                       | King                                       | Voz              |
| 2014 | In the Blood                                                                      | Casey                                      |                  |
| 2014 | Jarhead 2: Field of Fire                                                          | Mayor James Gavins                         |                  |
| 2014 | A Good Marriage                                                                   | Holt Ramsey                                |                  |
| 2014 | Gutshot Straight                                                                  | Duffy                                      |                  |
| 2014 | 23 Blast                                                                          | Entrenador Farris                          |                  |
| 2015 | Exeter                                                                            | Padre Conway                               |                  |
| 2015 | Band of Robbers                                                                   | Injun Joe                                  |                  |
| 2015 | Gridlocked                                                                        | Korver                                     |                  |
| 2015 | Beyond Glory                                                                      | Él mismo                                   | Documental       |
| 2015 | Isolation                                                                         | William                                    |                  |
| 2016 | Don't Breathe (No respires [Esp])                                                 | Norman Nordstrom (El ciego)                |                  |
| 2016 | Valkiria: El amanecer del cuarto Reich                                            | Mayor General Emil F. Reinhardt            |                  |
| 2017 | Hostiles                                                                          | Coronel Abraham Biggs                      |                  |
| 2017 | Justice                                                                           | Alcalde Pierce                             |                  |
| 2018 | Braven                                                                            | Linden Braven                              |                  |
| 2018 | Mortal Engines                                                                    | Shrike                                     |                  |
| 2018 | The Gandhi Murder                                                                 | Sunil Raina                                |                  |
| 2019 | VFW                                                                               | Fred Parras                                |                  |
| 2019 | Rogue Warfare                                                                     | Presidente                                 |                  |
| 2019 | Rogue Warfare 2: The Hunt                                                         | Presidente                                 |                  |
| 2020 | Rogue Warfare: Death of a Nation                                                  | Presidente                                 |                  |
| 2020 | Death in Texas                                                                    | John                                       |                  |
| 2021 | The Seventh Day (Y al séptimo día [Esp])                                          | Arzobispo                                  |                  |
| 2021 | Don't Breathe 2 (No respires 2 [Esp])                                             | Norman Nordstrom (El ciego)                |                  |
| 2022 | Old Man                                                                           | Old Man                                    |                  |
| 2022 | Avatar: The Way of Water                                                          | Coronel Miles Quaritch                     |                  |
| 2025 | Avatar 3                                                                          | Coronel Miles Quaritch                     | Posproducción    |
| 2029 | Avatar 4                                                                          | Coronel Miles Quaritch                     | Posproducción    |

### Televisión
| Año       | Título                                           | Personaje                   | Notas                               |
| --------- | ------------------------------------------------ | --------------------------- | ----------------------------------- |
| 1985      | Death of a Salesman                              | Happy Loman                 | Película de televisión              |
| 1986–1988 | Crime Story                                      | Fiscal David Abrams         | 26 Episodios                        |
| 1989      | The Equalizer                                    | Joseph Morrison             | Episodio: "Lullaby of Darkness"     |
| 1991      | Babe Ruth                                        | Babe Ruth                   | Película de televisión              |
| 1992      | Taking Back My Life: The Nancy Ziegenmeyer Story | Steven Ziegenmeyer          |                                     |
| 1993      | Darkness Before Dawn                             | Guy Grand                   | Película de televisión              |
| 1994      | Baseball                                         | Varias voces                | Documental miniserie por Ken Burns  |
| 1995      | The Fresh Prince of Bel-Air                      | Tirador de arma criminal    | Episodio: "Bullets Over Bel-Air"    |
| 1996      | The West                                         | Varias voces                | Documental miniserie por Ken Burns  |
| 1997      | The Outer Limits                                 | Dr. James Houghton          | Episodio: "New Lease"               |
| 1997      | Liberty! The American Revolution                 | George Washington           | Voz. 6 Episodios                    |
| 1998      | Escape: Human Cargo                              | Dennis McNatt               | Showtime. Película de televisión    |
| 2000      | Running Mates                                    | Ron Noble (Financiero)      | No acreditado                       |
| 2000–2001 | The Fugitive                                     | Ben Charnquist              | 5 Episodios                         |
| 2001      | After the Storm                                  | Sargento Mayor Jim          | Película de televisión              |
| 2002      | Ed                                               | Jack Foster                 | Episodio: "Wheel of Justice"        |
| 2003      | Law & Order: Special Victims Unit                | Michael Baxter              | Episodio: "Escape"                  |
| 2005      | Jonny Zero                                       | Oficial Tanner              | Episodio: "To Serve and to Protect" |
| 2005      | Law & Order                                      | Terry Dorn                  | Episodio: "New York Minute"         |
| 2007      | The Bronx Is Burning                             | Inspector Dowd              | 3 Episodios                         |
| 2008      | Medal of Honor                                   | Narrador                    | PBS. Documental                     |
| 2009      | Law & Order: Criminal Intent                     | Axel Kaspers                | Episodio: "Revolution"              |
| 2009      | Psych                                            | Sr. Salamatchia             | Episodio: "Shawn Gets the Yips"     |
| 2011      | Terra Nova                                       | Comandante Nathaniel Taylor | Personaje principal. 13 Episodios   |
| 2012      | In Plain Sight                                   | James Wiley Shannon         | 3 Episodes                          |
| 2014–2015 | Salem                                            | Increase Mather             | 10 Episodes                         |
| 2015      | To Appomattox                                    | John Brown                  | Serie que viene                     |
| 2015–2019 | Into the Badlands                                | Waldo                       | 10 Episodios                        |
| 2019      | The Rookie                                       | Jefe Williams               | Episodio: "The Checklist"           |
| 2021      | The Good Fight                                   | David Cord                  | 6 Episodios                         |

### Web
| Año  | Título                         | Personaje               | Notas                 |
| ---- | ------------------------------ | ----------------------- | --------------------- |
| 2018 | Uncharted Live Action Fan Film | Victor "Sully" Sullivan | Película de fanáticos |

### Videojuegos
| Año  | Título                           | Personaje              | Notas |
| ---- | -------------------------------- | ---------------------- | ----- |
| 2009 | James Cameron's Avatar: The Game | Coronel Miles Quaritch |       |
| 2013 | Call of Duty: Ghosts             | Elias Walker           |       |

## Premios y nominaciones
| Año  | Otorga                  | Premio                                                       | Trabajo               | Resultado |
| ---- | ----------------------- | ------------------------------------------------------------ | --------------------- | --------- |
| 1991 | Tony Award              | Mejor desempeño por un Actor destacado en una obra de teatro | The Speed of Darkness | Nominado  |
| 2003 | Grace Award for Acting  | N/A                                                          | Gods and Generals     | Ganó      |
| 2009 | MTV Movie Award         | Mejor pelea (contra Sam Worthington)                         | Avatar                | Nominado  |
| 2009 | MTV Movie Award         | Mejor villano                                                | Avatar                | Nominado  |
| 2009 | Saturn Award            | Mejor Actor de soporte                                       | Avatar                | Ganó      |
| 2009 | Teen Choice Award       | Película opción: Pelea (contra Sam Worthington)              | Avatar                | Nominado  |
| 2009 | Teen Choice Award       | Película opción: Villano                                     | Avatar                | Nominado  |
| 2016 | Fangoria Chainsaw Award | Mejor Actor de soporte                                       | Don't Breathe         | Ganó      |